# 大內克加登斯 (紐約州)
大內克加登斯（英語：Great Neck Gardens）是位於美國紐約州拿騷縣的普查規定居民點。

## 人口
根據2020年美國人口普查的數據，大內克加登斯的面積為0.47平方千米，皆為陸地。當地共有人口1268人，而人口密度為每平方千米2,697.87人。